# Fimbristylis raymondii
Fimbristylis raymondii är en halvgräsart som beskrevs av Tetsuo Michael Koyama. Fimbristylis raymondii ingår i släktet Fimbristylis och familjen halvgräs. Inga underarter finns listade i Catalogue of Life.